# Allium haussknechtii
Allium haussknechtii — вид рослин з родини амарилісових (Amaryllidaceae); поширений у Сирії та північно-західному Ірані.

## Поширення
Поширений у Сирії й північно-західному Ірані. Ще залишається сумнівом, чи сирійські та іранські рослини, зібрані ≈ за 750 км один від одного, дійсно належать до одного таксону.